# بيني بيلي
بيني بيلي (بالإنجليزية: Benny Bailey)‏ هو عازف جاز أمريكي، ولد في 13 أغسطس 1925 في كليفلاند في الولايات المتحدة، وتوفي في 15 أبريل 2005 في أمستردام في هولندا.

## وصلات خارجية
- بيني بيلي على موقع IMDb (الإنجليزية)
- بيني بيلي على موقع ميوزك برينز (الإنجليزية)
- بيني بيلي على موقع أول ميوزيك (الإنجليزية)
- بيني بيلي على موقع ديسكوغز (الإنجليزية)